# Angol agár
Az angol agár régi kutyafajta.

## Származása és története
Az egyiptomi domborműveken már a IV. dinasztia korában is ábrázoltak hasonló kutyákat. Észak-Afrikából került az Ibériai-félszigetre, Kínába, Perzsiába és sok más helyre is. Napjainkban is ismert változatát Angliában tenyésztették ki. Ismert angol neve greyhound, melynek első fele az óangol "grei" szóból származik, jelentése: finom, gyönyörű.

## Külleme
Erős felépítésű, izmos és büszke kutya, roppant elegáns alakkal. Izmos háta meglehetősen hosszú, erős lágyéka enyhén ívelt. Combjai szélesek és izmosak. Fülei kicsik és nagyon vékonyak, és a kutya hátrahajtja őket (rózsafülek) - kivéve, amikor figyel valamire. Ovális alakú szemei ferdevágásúak. A harapása erős, ollószerű. Az angol agár fekete, vörös, őzbarna, kék és csíkos színekben ismert; a fehér szín minden esetben előfordulhat a szőrzetében - ez egy kis mellfolttól kezdve a szinte teljesen fehér, csupán néhány színes folttal tarkított kutyáig terjedhet. Akadnak tiszta fehér példányok is. A szemeknek lehetőleg sötét színűnek kell lenniük.

## Jelleme
Értelmes, szelíd és érzékeny állat, amely nagyon kötődik a családjához. Ritkán ugat, és nem is különösebben éber. A lakásban kiegyensúlyozott és barátságos, időnként szinte nem is lehet észrevenni, hogy ott van. A szabadban mozgékony, és éberen figyel mindenre, ami körülötte történik. A vadászösztöne jól fejlett, s emellett nagyon kitartó is. Az angol agár hihetetlenül gyorsan tud futni, és ezt szereti is bemutatni. Ennek ellenére kevesebb mozgásra van szüksége, mint azt a legtöbben hinnék. Más hasonló fajtákhoz viszonyítva eléggé könnyen nevelhető. Majdnem minden parancsra megtanítható, és aránylag engedelmes is – kivéve, ha zsákmányállatot pillant meg, mivel olyankor figyelmen kívül hagyja gazdája parancsait.

## Adatok
- Marmagassága
  - kan: 71–76 cm,
  - szuka: 68,5–71 cm
- Súlya: 27–32 kg
- Táplálékigénye: 1690 g/nap
- Alomszám: 5-7 kölyök
- Várható élettartama: 10-13 év

## Lásd még
- Arab agár
- Kutyafajták listája
- Lengyel agár
- Cirneco dell'Etna